# Dinastia Deva de Samatata
La dinastia Deva fou una dinastia budista que va governar al regne de Samatata amb capital a Devaparvata als segles VIII i IX. No s'ha de confondre amb la dinastia Deva vaixnavita que va governar als segles xii i xiii a Bengala. Es coneixen diverses inscripcions, monedes i segelles i algunes restes arqueològiques trobats a Mainamati (als nivells dels segles VIII i IX). El seu govern fou de pau i prosperitat i es considera l'edat d'or de Bengala.
La informació de la dinastia deriva de les inscripcions (cinc en coure i una en pedra, però només dues de les de coure han estat desxifrades i publicades: una d'Anandadeva amb una donació al seu fill i successor Bhava Deva i una de Bhava Deva coneguda com la lamina de Calcuta). Les inscripcions donen també la genealogia dels reis.

## Reis
- Shri Shantideva
- Shri Viradeva (fill)
- Shri Anandadeva (fill del anterior i de la reina Somadevi)
- Shri Bhavadeva (fill)

## Restes
Una de les inscripcions (la primera esmentada) descriu la capital (novament construïda de Vasantapura (la capital anterior, Devaparvata, havia estat abandonada pels atacs d'uns invasors no esmentats). Anandeva fou el més gran rei. L'altra inscripció (anomenada de Calcuta) confirma la genealogia i descriu la capital Devaparvata encerclada pel riu Ksiroda (modern Gumti al districte de Comilla). Les inscripcions estan datades en la part final del segle viii i la primera part del segle ix. També s'han recuperat unes 500 monedes d'or, plata i coure a les excavacions de Mainamati, que indiquen una economia floreixen; hi ha a més monedes arakaneses de plata amb la llegenda 'Harikela' que permeten situar el molt de temps perdut regne d'Harikela. També hi ha innumerables peces de ceràmica de terracota, argila i argila cuita moltes amb fórmules budistes i alguna amb inscripcions referides a un monestir, xri-Bhavadeva Maha Vihara Arya-Bhiksusangghasya ("del establishment del gran monestir de Shri- Bhavadeva). L'arquitectura es representa amb els tres vihares (temples) budistes: Shalvan Vihara, Ananda Vihara i Bhoja Vihara; la gran estupa de Kutila Mura; i els santuaris de Itakhola Mura i Rupban Mura. Els tres principals establiments budistes de la dinastia foren les vihares de Shalvan, Ananda i Bhoja; el seu estil es va estendre per Bengala i després per Birmània, Cambodja i Indonèsia i tot el sud-est asiàtic.
A més de poteria s'han trobat escultures, poques de pedra, destacant un colossal Buda; s'han trobat també objectes de bronze amb uns 150 objectes ben preservats. Hi ha abundants imatges de culte, algunes de bronze (no hi ha estàtues de bronze seculars). Les terracotes són distintives del període.